# Zucca (Einheit)
Zucca war ein französisches Volumenmaß für Wein auf Korsika. Das Maß Otro galt nur hier und entsprach der Größe dem Maß Soma.
- 1 Zucca = 54 Pinti = etwa 13,07 Pariser Kubikzoll, was 2,5926 Liter (= 2,63 Liter[1]) waren
- 1 Barril = 2 Some = 12 Zucche = 108 Pinti = 432 Quarti = 140 Liter[2]
- 1 Otro = 6 Zucche = 15,8 Liter[3]